# Onitis cribratus
Onitis cribratus är en skalbaggsart som beskrevs av Lansberge 1875. Onitis cribratus ingår i släktet Onitis och familjen bladhorningar. Inga underarter finns listade i Catalogue of Life.